# Epinephelus sexfasciatus
Epinephelus sexfasciatus es una especie de peces de la familia Serranidae en el orden de los Perciformes.

## Morfología
Los machos pueden llegar alcanzar los 40 cm de longitud total.

## Distribución geográfica
Se encuentra desde Tailandia y Filipinas hasta el norte de Australia.